# 南希·卡特赖特
南希·吉恩·卡特赖特（英語：Nancy Jean Cartwright，1957年10月25日—）是一名美国演員、配音演员及喜劇演員。《辛普森一家》中由她配音的巴特·辛普森、纳尔逊·芒茨、特德·弗兰德与拉尔夫·维古姆是她最著名的角色。

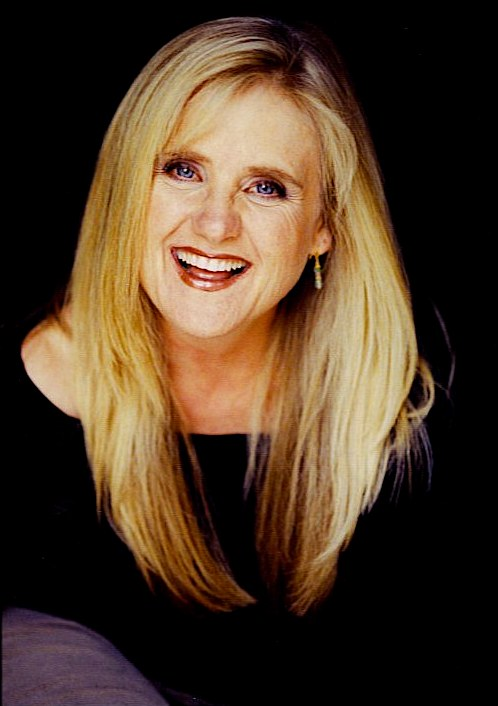
2007年的卡特赖特

飾演迪士尼頻道知名情境喜劇《蕾蕾看世界》核心人物——瑪雅·哈特（Maya Hart）的美國歌手莎賓娜·卡本特為其外甥女。莎賓娜母親伊莉莎白·安·卡本特（Elizabeth Ann Carpenter）婚前姓即卡特赖特，而南希剛好正是其姊，換言之南希就是莎賓娜的阿姨。